# 京襄之战
京襄之战，南宋嘉熙二年（元太宗十年，1238年）至次年四月，宋朝京西、湖北路安抚制置使兼知岳州孟珙率军收复京襄（今湖北省），击退蒙古帝国的战役。
1238年，攻南宋的蒙古东路军，集中兵力攻打两淮，对长江中游的攻掠稍缓，宋朝颁诏“收复京襄”。十月，新任京西、湖北路安抚制置使兼知岳州的孟珙，认为收复襄阳、樊城之前，应该先取郢州（今湖北省钟祥市）来疏通粮道，夺下荆门军（今湖北省荆门市），才能出奇兵。赴任至岳州（今湖南省岳阳市），命江陵制司攻打襄州、郢州，和诸将面授进兵方略，大兵北进。宋朝将领张俊收复郢州，贺顺收复荆门軍。十二月，刘全在冢头、樊城、郎神山，三战都获得胜利。次年正月，宋朝收复信阳军（今河南省信阳市）。刘全攻打襄阳、樊城。这时，原归附蒙古的刘廷美相约宋朝都统江海，和他弟弟刘延辅夹击襄阳蒙古军，宋军进至襄阳城下，刘全收复樊城。四月初二日，江海率军出荆门，直指襄阳，刘廷美为内应，抓住游显献襄阳城降宋，宋军收复襄阳。刘全派谭深收复光化军（今湖北省老河口市西北）。
孟珙收复襄阳，就奏请朝廷在襄阳安置重兵，建立军事基地。任命息州（今河南省息县）、蔡州（今河南省汝南县）归降之人创立忠卫军，襄州、郢州归降之人创立先锋军，招淮河流域百姓三百五十九人创立宁武军，招回鹘壮士一百余人、马二百六十匹,创立飞鹘军，荆鄂都统制张顺招汉襄溃败士卒创忠义、虎翼等军。孟珙以江陵为基地，以襄阳为重镇，大兴屯田，训练军队。